# Trachelas pusillus
Trachelas pusillus is een spinnensoort uit de familie van de Trachelidae.
De wetenschappelijke naam van de soort werd in 1923 gepubliceerd door Roger de Lessert.